# Елизабета од Хоенцолерна
Елизабета од Хоенцолерна (пољ. Elżbieta Hohenzollern; 1. мај/29. септембар 1403 - 31. октобар 1449), била је немачка принцеза, из породице Хоенцолерн (по рођењу) и из своја два брака војвоткиња од Бжег-Легњица и Ћешина. Била је најстариа ћерка Фридриха I, кнеза изборника од Бранденбурга, и његове жене Елизабете, ћерке Фридриха, војводе од Баварске. 

## Живот

### Први брак
Елизабета се удала за војводу Лудвига II од Бжег-Легњица 9. априла 1418. године у граду Констанц. Имали су четворо деце, само најстарије дете, Лудвиг, био је наследник свог оца. Рана смрт младог принца Лудвига 1435. променила је политичку ситуацију у Бжег-Легњицу. Наследник је постао једини преживели нећак војводе Лудвига, Лудвиг III од Олаве. Војвода није хтео све да му препусти, па је наместио да га Елизаета наследи као његова Oprawa wdowia. Као један од најбогатијих владара свог времена, Лудвиг II оставио је својој жени и ћеркама 30000 рајнских гулдена и 10000 грошева. Војвода Лудвиг II умро је 30. маја 1436. године и Елизабета је преузела потпуну власт над Бжегом, Легњицом и Злоторијом.

### Други брак
Дана 17. фебруара 1439. Елизабета се удала за неколико година млађег Венцела, војводу од Ћешина. У складу са условима Oprawa wdowia, после преудаје изгубила је власт над Бжег-Легњицом, али је Елизабета свакако наставила да влада тим областима. 5. марта 1439. се први пут спомиње као војвоткиња од Ћешина.
1443. године била је приморана да преда Бжег војводама Јохану I од Лубина и Хајнриху X од Хојнова, синовима Лудвига III, који је умро 1441. Да би се помирила са њима удала се своју најмлађу ћерку за Јохана I. Венчали су се 1445. године. У време удаје њене ћерке, растала се од војводе Венцела, након шест година несрећног брака, без деце. Елизабета се вратила у Легњиц где је умрла четири године касније. Венцел је поживео још 25 година после њене смрти и није се поново женио.